# ۷۹۰ (قمری)
۷۹۰ (قمری)، هفتصد و نودمین سال در گاهشماری هجری قمری است. اول محرم این سال برابر با یازده ژانویه سال ۱۳۸۸ میلادی است.

## زادروز
- - غیاث‌الدین جمشید کاشانی ریاضی‌دان و اخترشناس ایرانی.